# 車來縣
車來縣，是明代交阯承宣布政使司下轄的一個縣，治所可能在今越南和平省樂山縣。

## 沿革
- 永樂九年十一月己巳，置車來縣，屬寧化直隸州領[4]。
- 永樂二十一年正月癸卯,交阯黎利被逐後，竄入寧化州車來縣，被交阯參將榮昌伯陳智追而敗走[5][6][7]。